# Sinclair QL

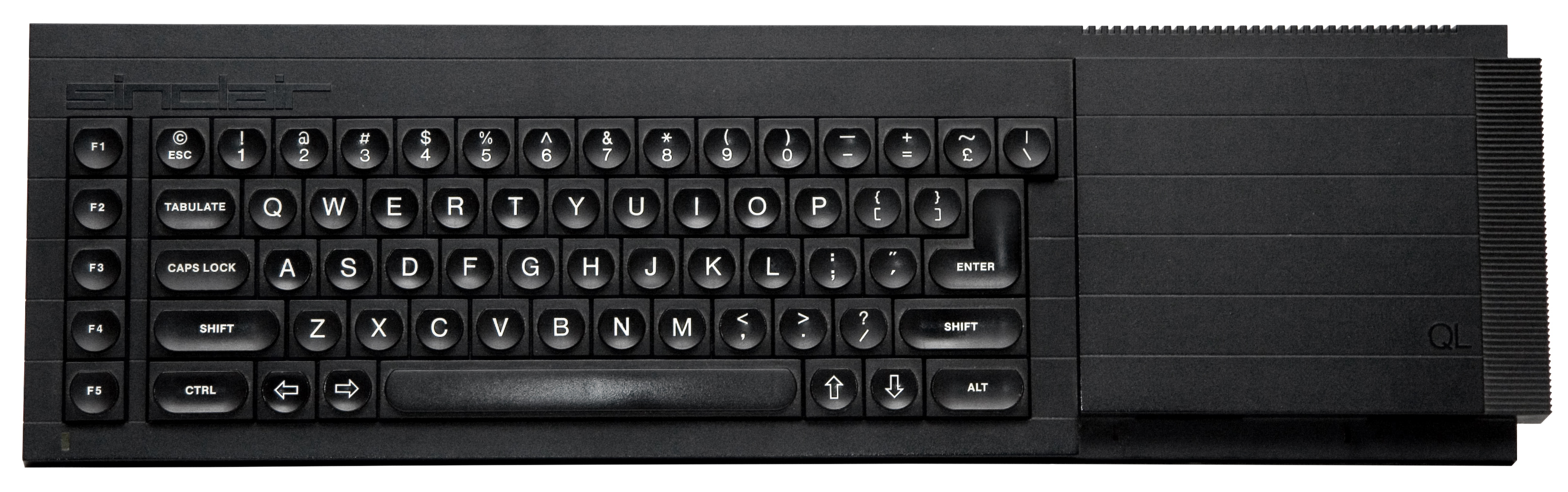
Sinclair QL

De Sinclair QL personal computer (codenaam "ZX-83") van Sinclair Research uit Engeland werd in 1984 op de markt gebracht. Het was de poging van Sinclair om, voortbordurend op de ZX Spectrum, de zakelijke markt te bedienen.

## Ontwerp
Het systeem was voor die tijd een betrekkelijk revolutionair ontwerp op basis van de Motorola 68000 microprocessor, met een kloksnelheid van 7,5 MHz. Het was het eerste systeem dat met deze nieuwe processor op de markt kwam (een paar dagen voor de Apple Macintosh), al was het beperkt in de mogelijkheden doordat uit kosten overwegingen de 68008 versie met de 8-bits systeembus werd toegepast. Dat beperkte onder meer de prestaties, maar ook de mogelijkheid om het direct adresseerbare geheugen te vergroten.
Naast de 68008 bestond de hardware van de QL ("Quantum Leap") uit onder meer twee ULA's (Uncommitted Logic Arrays) voor het aansturen van het beeldscherm en de overige I/O functies en een secundaire Intel 8049 processor voor het afhandelen van het toetsenbord, de seriële poorten en het geluid. Er waren twee uitbreidingsconnectors aanwezig voor het aansluiten van een externe ROM en overige randapparatuur zoals floppydisk-controllers en extra RAM-geheugen.
De QL werd geleverd met 128 kB RAM-geheugen, wat middels een uitbreidingsmodule kon worden vergroot. Officieel tot 640 kB, maar met bepaalde randapparatuur tot wel 896 kB (de 68008 kan maximaal 1024 kB adresseren en in de QL was 128 kB gereserveerd voor het ROM-geheugen en I/O-adressen). Er zijn zelfs hardware-uitbreidingen geproduceerd die hun eigen (16 bit) 68000-processor, RAM en (floppydisk) I/O aan boord hebben, waardoor deze onderdelen in de QL feitelijk vervangen werden en daarmee de snelheid en betrouwbaarheid van de QL aanzienlijk vergroot.
Als monitor kon een televisie of een echt CRT beeldscherm worden gebruikt. De schermresolutie was 512 x 256 pixels bij 4 kleuren of 256 x 256 pixels bij 8 kleuren, waarbij ook vensters gedefinieerd konden worden zoals we die nu bij moderne grafische besturingssystemen kennen.
Voor opslag was de computer voorzien van twee ingebouwde Sinclair Microdrives, kleine cartridges met een eindloze smalle tape (van 5 meter lengte) die tot 100 kB aan gegevens kon bevatten.
De computer werd geleverd met een geïntegreerd officepakket dat werd geleverd door Psion. Dit bestond uit een tekstverwerker (Quill), spreadsheet (Abacus), database (Archive) en grafische applicatie (Easel).

## Besturingssysteem
Het besturingssysteem van de QL was QDOS, een multitaskingbesturingssysteem dat door Sinclair research zelf was ontwikkeld. Na opstarten werd automatisch de Sinclair SuperBASIC interpreter gestart, die zowel als commando-schil voor het QDOS-systeem als programmeeromgeving fungeerde. Anders dan bij eerdere Sinclair-computers moesten SuperBASIC-opdrachten letter voor letter worden ingetypt, waarbij in bepaalde gevallen wel afkortingen mogelijk waren (bijvoorbeeld DEFine PROCedure kon worden ingetypt als "defproc"). SuperBASIC bood een gestructureerde programmeer-omgeving, vergelijkbaar met talen als Pascal en C, waardoor programma's geschreven konden worden zonder het gebruik van GOTO en GOSUB-constructies.

## Introductie en levensloop
De Quantum Leap werd geen groot commercieel succes. Mede door een aantal late wijzigingen in de ontwerpfase was de QL bij de lancering in januari 1984 verre van productierijp en daardoor werden de eerste exemplaren twee maanden te laat uitgeleverd, wat Sinclair op forse kritiek kwam te staan. Bovendien werkten deze eerste QL's verre van betrouwbaar; een gedeelte van het besturingssysteem moest zelfs worden ondergebracht in een externe 'dongle' die in de uitbreidingspoort moest worden gestoken. Hoewel deze bugs later grotendeels werden opgelost was het kwaad al geschied. De slechte recensies in de pers, het gebruik van een betrekkelijk oncomfortabel toetsenbord en de onbetrouwbare microdrives voorkwamen dat het systeem in zakelijke omgevingen werd toegepast. Ook de opkomst van de IBM PC maakte dat de professionele markt het systeem negeerde. Omdat er bijna geen spelletjes voor de QL werden ontwikkeld, was het ook voor thuisgebruik geen populair systeem en bij de overname van Sinclair door Amstrad in 1986 werd de productie dan ook gestaakt. Tot ver in de jaren 90 werd er echter nog hard- en software gemaakt voor de QL door kleine ontwikkelaars, waaronder veel randapparatuur zoals floppy- en harddisks, geheugenuitbreidingen, alternatieve ROM's en emulators voor o.a. de Atari ST en de personal computer.

## Trivia
- Linus Torvalds heeft leren programmeren op een Sinclair QL.